# 145, rue La Fayette
Le 145, rue La Fayette est un immeuble du 10e arrondissement de Paris, de style haussmannien, anciennement affecté à l'habitation. Il a été démoli dans les années 1970 afin d'abriter une bouche d'aération du RER. Pour des raisons esthétiques, seule la façade a été conservée, ce qui rend l'ouvrage presque imperceptible depuis la rue.

## Description
Le no 145 s'élève sur la rue La Fayette dans le 10e arrondissement de Paris, à proximité de l'intersection avec la rue de Saint-Quentin, à peu près au quart de la distance de la gare de l'Est depuis la gare du Nord. L'édifice occupe une parcelle d'environ 7 m de large sur 6 m de profondeur. Il s'agit d'un bâtiment creux : seule la façade existe, cachant un ouvrage d'extraction d'air du tunnel de Châtelet-les-Halles à Gare du Nord,.
La façade du 145 sur la rue La Fayette, en pierres de taille, est similaire à celle des immeubles haussmanniens à proximité : sur cinq étages, elle comporte quatre fenêtres par étages, ainsi qu'un balcon au 2e. Au rez-de-chaussée, une entrée de porte et un porche complètent l'illusion. Tous ces accès sont murés mais banalisés : porte d'entrée avec poignée, peinte en bleu, porche avec une porte à trois battants. L'accès au porche est bloqué par un emplacement Autolib'. Les fenêtres sont munies de vitres, mais sans volets.

## Historique

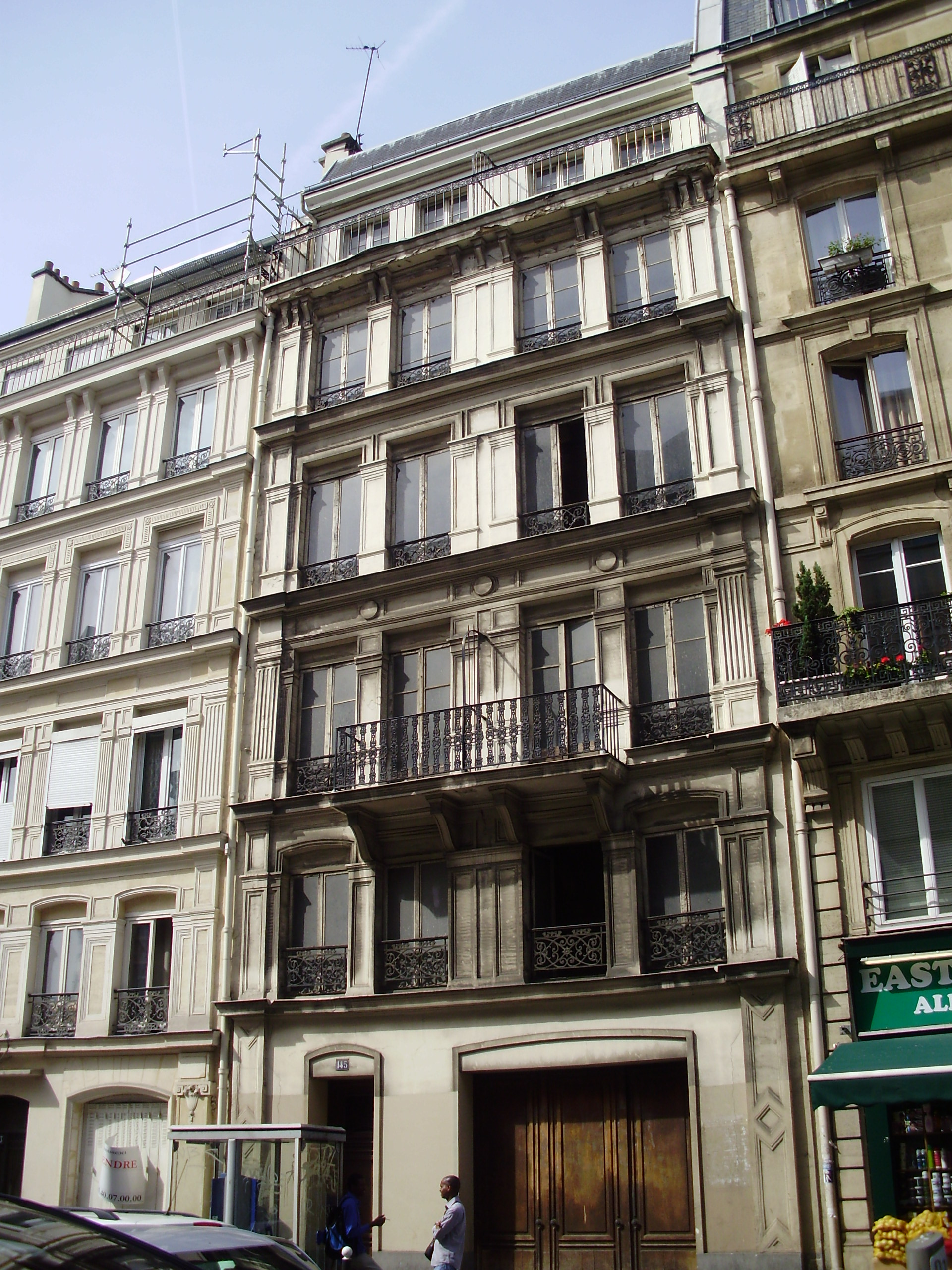
La façade de l'immeuble en 2013 avant sa rénovation.

Au début des années 1980, lors du prolongement de la ligne B du RER de Châtelet - Les Halles à la gare du Nord, la RATP doit composer avec les bâtiments de la rue La Fayette pour gérer la ventilation du tunnel de la ligne. La décision est prise de conserver la façade du 145 afin de respecter l'architecture de la rue. Il ne s'agit pas d'un cas isolé : d'autres édifices du même type existent à Paris (et ailleurs dans le monde), par exemple rue Auber. À proximité, le 174, rue du Faubourg-Saint-Denis est également une simple façade masquant un puits de ventilation de la gare de Magenta.
La façade, très endommagée, a été ravalée durant l'été 2015. Ces travaux furent l'occasion de modifier sa décoration : la porte d'entrée était une plaque métallique sans poignée, peinte couleur bois, dans laquelle était percée une petite grille d'aération et certaines des fenêtres étaient ouvertes et ouvraient sur un mur noir.

## Inspirations
En 1988, l'écrivain italien Umberto Eco mentionne le 145, rue La Fayette dans son roman Le Pendule de Foucault,,.
En 2013, le journaliste et écrivain français Philippe Vasset fait de même dans son roman La Conjuration,.
En 2016, l'artiste contemporain Paul Heintz s'en inspire pour son installation De façade.